# Matko Trebotić
Matko Trebotić, (Milna, Brač, 13. siječnja 1935.)  hrvatski slikar.

## Životopis
Osnovnu školu pohađao je u Milni i Splitu. Maturirao je u splitskoj Klasičnoj gimnaziji, a diplomirao 1961. godine na beogradskom Arhitektonskom fakultetu. Tijekom 1971. i 1972. godine pohađao je u Essenu kod profesora Hermanna Schardta kao Meisterschüler poznatu Folkwangschule. Od 1970. intenzivno izlaže u Hrvatskoj i inozemstvu na više od stotinu samostalnih i tri stotine skupnih izložaba. O njegovom je djelu tiskano više monografija, a radovi mu se nalaze u mnogim domaćim i stranim zbirkama i muzejima. Za kazališta u Splitu, Dubrovniku, Rijeci i Šibeniku oslikao je svečane zastore kao jedinstveni projekt nazvan “Jadranski poliptih”.

## Vanjske poveznice
- trebotic.com